# Wilguens Paugain
Wilguens Raphael Polynice Paugain (* 24. August 2001 in Thomazeau) ist ein haitianisch-französischer Fußballspieler.

## Karriere

### Verein
Paugain begann seine Karriere bei der AS Nomexy Vincey. Im Dezember 2008 wechselte er zum SAS Épinal. Zur Saison 2015/16 kam er in die Jugend der AS Nancy, bei der er ab 2019 auch für die Reserve spielte. Zur Saison 2021/22 kehrte er zu Épinal zurück, wo er ebenfalls für die Reserve spielte. Zur Saison 2022/23 wechselte der Verteidiger nach Zypern zum Erstligisten Akritas Chlorakas. In jener Saison kam er zu 21 Einsätzen in der First Division, aus der er mit Akritas jedoch zu Saisonende abstieg.
Im Anschluss wechselte Paugain im September 2023 nach Lettland zum Erstligisten FK Auda. Bis zum Ende der Saison 2023 spielte er dreimal in der Virslīga. In der Saison 2024 absolvierte er 18 Spiele, ehe er im Juli 2024 zum österreichischen Zweitligisten SKN St. Pölten wechselte, bei dem er einen bis 2026 laufenden Vertrag erhielt. Für den SKN kam er zu 14 Einsätzen in der 2. Liga. Im Februar 2025 wechselte Paugain leihweise nach Belgien zu Zweitligist SV Zulte Waregem. Während der Leihe kam er zu drei Einsätzen in der Division 1B, mit Zulte Waregem stieg er in die Division 1A auf. Daraufhin wurde Paugain im Mai 2025 fest verpflichtet.

### Nationalmannschaft
Paugain spielte im September 2018 zweimal für die französische U-18-Auswahl. Im März 2025 debütierte er aber in einem Testspiel gegen Aserbaidschan für die A-Nationalmannschaft Haitis.